# Зажигин, Валерий Евгеньевич
Валерий Евгеньевич Зажигин (род. 1947, Киев) — советский и российский балалаечник; Народный артист России (2005), профессор Российской академии музыки им. Гнесиных.

## Биография
В 1966 году окончил музыкальное училище имени Гнесиных, в 1971 — факультет народных инструментов Государственного музыкального педагогического института имени Гнесиных по классу Народного артиста СССР профессора П. И. Нечепоренко; у него же в 1976 году окончил ассистентуру-стажировку.
С 1966 года преподавал в 1-м Московском областном музыкальном училище (Коломна), затем — в Музыкальном педагогическом училище им. Октябрьской революции (Москва, 1970), в Краснодарском институте культуры (1971—1977, старший преподаватель) и Краснодарском музыкальном училище (1971—1977). С 1977 года преподаёт на кафедре народных инструментов Института / Академии музыки им. Гнесиных (с 1993 — доцент, с 1997 — профессор), а также в колледже имени Гнесиных.

### Семья
Жена — Лариса Семёновна Готлиб, пианистка, заслуженная артистка РФ.

## Творчество
Многие годы В. Е. Зажигин играет в ансамбле с пианисткой Л. С. Готлиб. В качестве солиста Москонцерта (1984—2004) регулярно гастролирует в России, Чехии, Словакии, Японии, США, Эквадоре, Италии, Франции, Германии. Исполняет многие оригинальные сочинения для балалайки, написанные Е. П. Дербенко, В. А. Екимовским, А. Л. Лариным, А. А. Цыганковым, Ю. Н. Шишаковым.
Сотрудничает с Муниципальным оркестром русских народных инструментов (Ярославль), ассоциацией «Струны Руси», Ростовской консерваторией. Входит в состав жюри конкурсов, курирует юных балалаечников — стипендиатов программы «Новые имена», проводит мастер-классы.
Автор переложений и обработок для балалайки многих музыкальных произведений, методических работ.

## Награды и признание
- 2-я премия I Всероссийского конкурса исполнителей на народных инструментах среди студентов музыкальных вузов (1969, Новосибирск)
- 1-я премия Всесоюзного фестиваля советской молодёжи (1974, Воронеж)
- 1-я премия II Всероссийского конкурса исполнителей на народных инструментах (1979, Ленинград)
- Заслуженный артист России (1997)
- Народный артист России (2005)[1]